# 图尔克
图尔克（法語：Tourch），又译图尔赫，是法国菲尼斯泰尔省的一个市镇，位于该省东南部，属于坎佩尔区。该市镇总面积19.7平方公里，2009年时的人口为965人。

## 人口
图尔克人口变化图示